# Chiesa del Sacro Cuore di Gesù (Pescara)
La chiesa del Sacro Cuore di Gesù è un edificio religioso di Pescara.
Si trova nella piazza omonima (ex piazza Mercato o piazza Vittorio Emanuele II), lungo il corso Umberto I, nella zona storica di Castellammare Adriatico, ed è la terza chiesa più importante della città, dopo la Cattedrale e il Santuario dei Sette Dolori.
Sorta alla fine dell'800 come nuova parrocchia verso la stazione ferroviaria, fu sino al 1927 la chiesa principale del comune di Castellammare, poi soppresso e unito con Pescara. Dal 2016 la chiesa è nota anche come Santuario diocesano della Divina Misericordia.

## Architettura
La chiesa fu costruita a partire dal 1886 dall'architetto Cav. Alberto Porta di Torino, in sostituzione della vecchia chiesa di Sant'Anna, in viale Bovio, divenuta troppo piccola per la crescente popolazione della città. Fu scelta una posizione più centrale della nuova città, nella piazza lungo il corso Umberto, collegata alla stazione Centrale. La chiesa fu realizzata in stile neoromanico, con l'ultimazione del campanile nell'epoca fascista, ossia negli anni '30, completato nel 1934.
Con i bombardamenti alleati del 1943 il campanile viene danneggiato, e collassa sopra la fila dei palazzi lungo il corso, le campane era state requisite dai tedeschi, ma presto la torre viene recuperata, e venne reinserito un nuovo concerto di 4 campane, fuse dalla fonderia Mari di Torre de' Passeri (PE), con i ceppi della fonderia Pasqualini di Fermo.
Ha pianta a basilica rettangolare, con la facciata tripartita in mattoni, a salienti con cuspidi, che delineano la differenza di altezza delle tre navate interne. Ha un arcone strombato a tutto sesto al centro, e un portale in stile pseudo romanico, con lunetta a mosaico, nonché colonne binate in ordine doppio al centro. Le doppie colonne sono concluse in alto dai pinnacoli, e sulle pareti laterali si aprono finestre gotiche.
In asse col portale centrale c'è un rosone  a raggi, di fattura gotica.
Il campanile laterale è una torre in stile pseudo medievale, la cui cella è in pietra bianca, con quattro cuspidi angolari, il resto in mattoni a vista. Si innalza sopra il lato cella un tamburo ottagonale con finestre, sormontato da cuspide conica.
L'interno a tre navate ha l'abside semicircolare, le stesse navate sono ritmate da pilastri a fascio gotico, con capitelli in stucco, e costoloni slanciati che si incrociano nelle volte. L'abside è ornata da finestre slanciate in stile romanico, con un altare moderno con raffigurato il Cristo Misericordioso in mosaico. Presso le navate laterali ci sono dei dipinti del francescano Padre Giovanni Lerario: San Rocco che predica agli ammalati, la Madonna del Purgatorio che intercede presso le Anime in fiamme, Santa Rita da Cascia in estasi mistica, Sant'Antonio di Padova col Bambino in mezzo ai poveri, infine una statua di Sant'Anna in adorazione. La statua processionale realizzata a fine '800 con i fondi dei fedeli, è un Sacro Cuore di Gesù in cartapesta leccese.
Nel 2016 la chiesa viene elevata a santuario diocesano, intitolato al Divino Amore.

## Galleria d'immagini

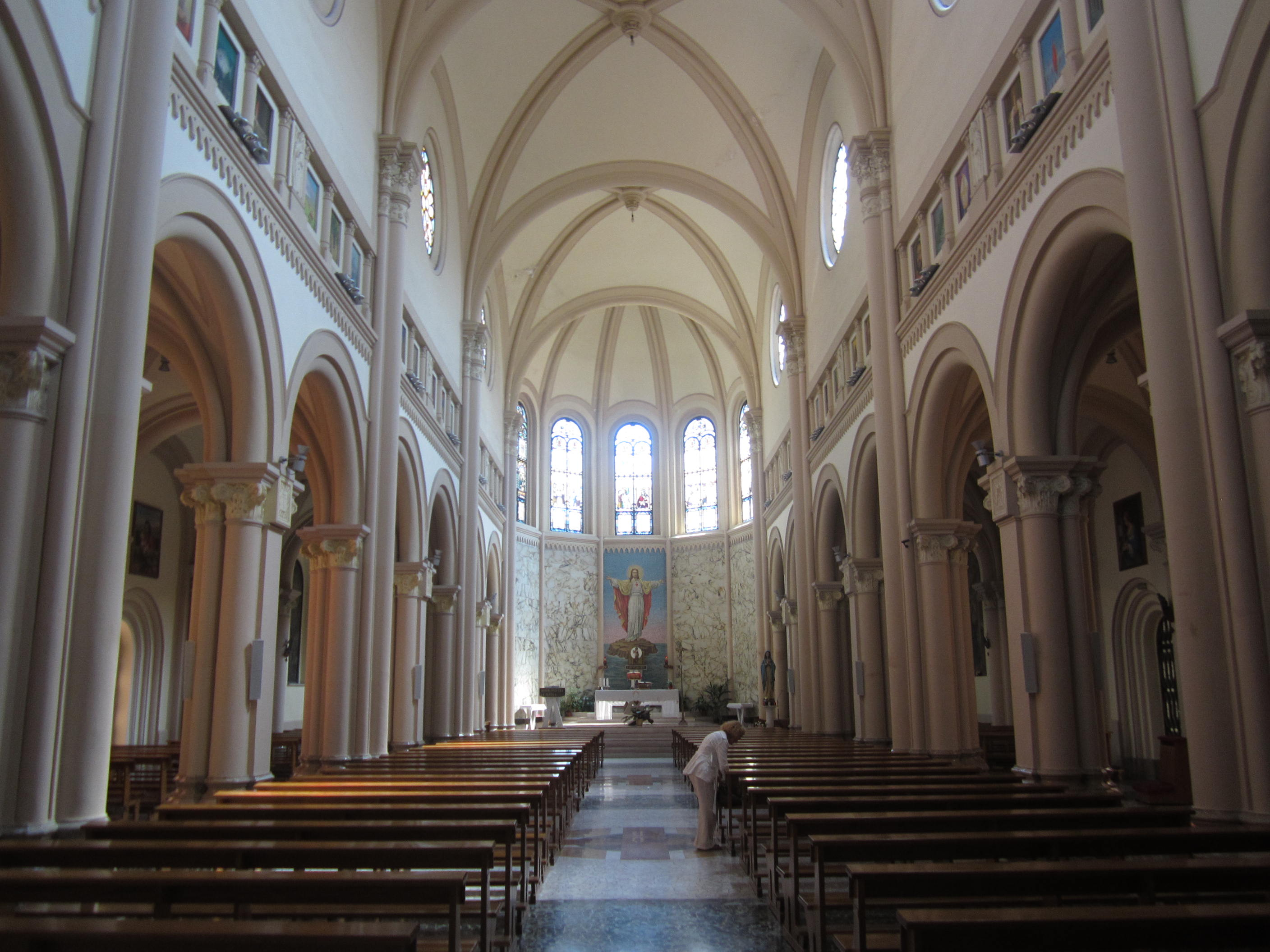
Interno
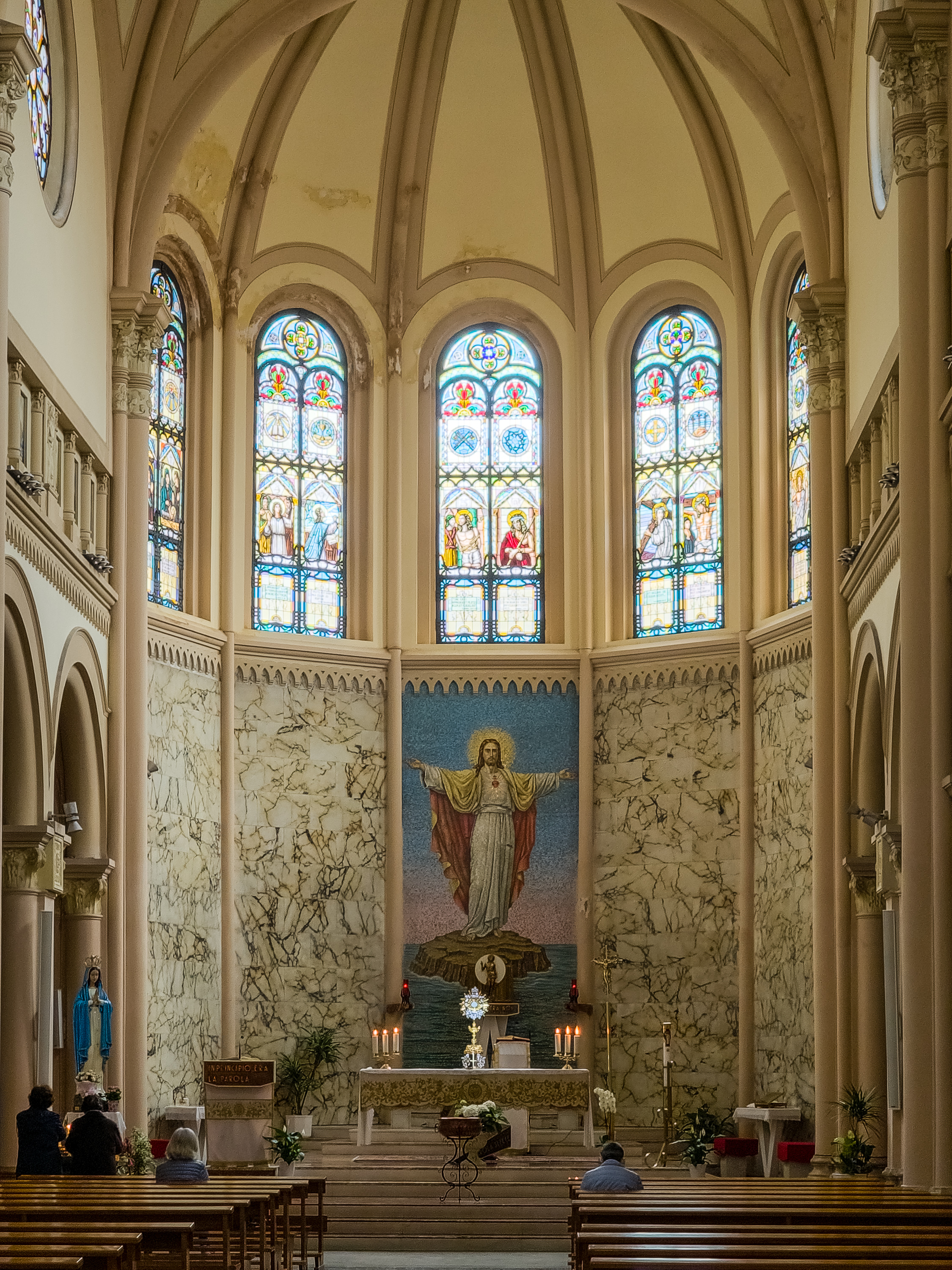
Altare maggiore
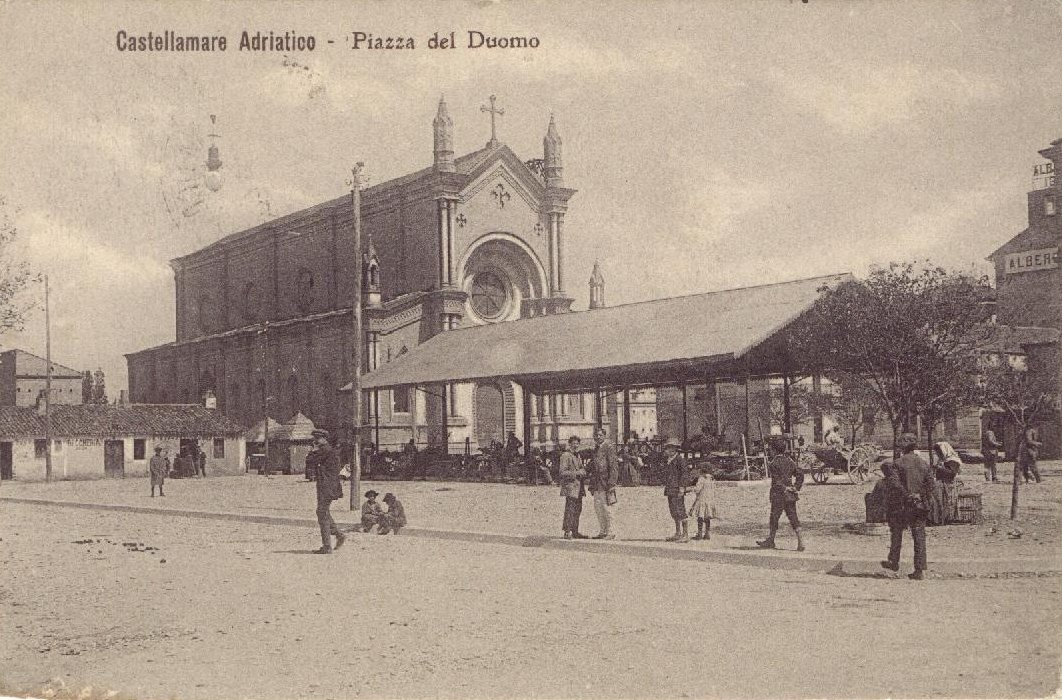
La chiesa nei primi anni del Novecento